# VH1 Dania
VH1 Dania – duńska stacja telewizyjna o charakterze muzycznym, która wystartowała 15 marca 2008 roku o godzinie 10:00. Kanał można było oglądać w sieciach kablowych YouSee i Stofa. Centrala stacji mieściła się w Sztokholmie i w Londynie. 20 marca 2024 roku w sieci kablowej YouSee, oraz 1 kwietnia 2024 u pozostałych operatorów, kanał zastąpiony przez paneuropejską stację NickMusic.